# Pallavolo ai IX Giochi del Sud-est asiatico
La pallavolo ai IX Giochi del Sud-est asiatico si è disputata durante la IX edizione dei Giochi del Sud-est asiatico, che si è svolta a Kuala Lumpur, in Malaysia, nel 1977.

## Podi
| Evento                         | Oro       | Argento   | Bronzo     |
| Pallavolo maschile (dettagli)  | Birmania  | Filippine | Thailandia |
| Pallavolo femminile (dettagli) | Filippine | Indonesia | Thailandia |